# Evangelische Kirche (Wernswig)

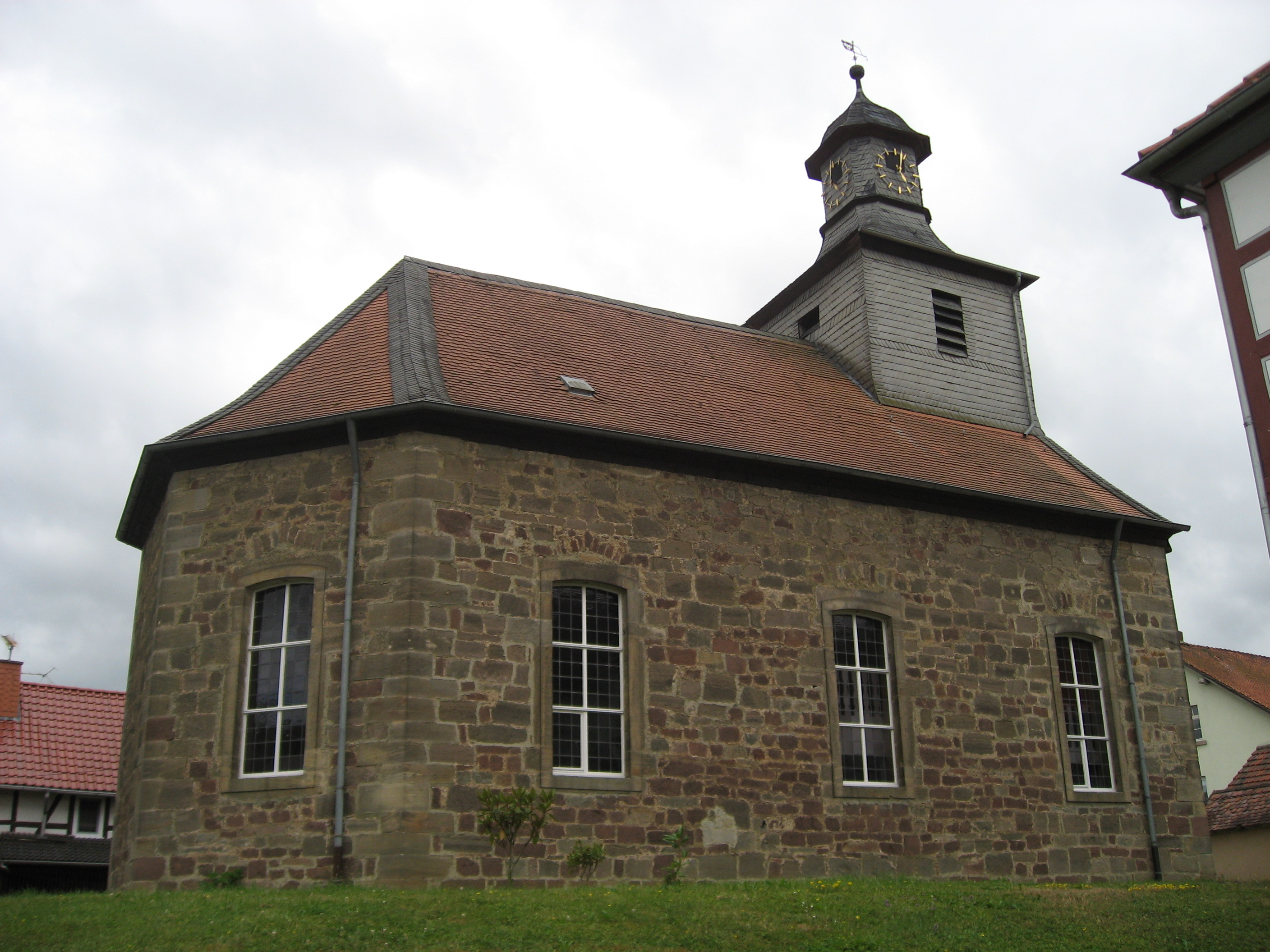
Die Evangelische Kirche in Wernswig

Die Evangelische Kirche Wernswig ist ein denkmalgeschütztes Kirchengebäude in Wernswig, einem Stadtteil von Homberg im nordhessischen Schwalm-Eder-Kreis. Die Kirche gehört zur Kirchengemeinde Wernswig-Sondheim im Kirchenkreis Schwalm-Eder im Sprengel Marburg der Evangelischen Kirche von Kurhessen-Waldeck.

## Beschreibung
Die Saalkirche wurde 1753 nach einem Entwurf von Johann Friedrich Jussow (1701–1779), dem Vater von Heinrich Christoph Jussow, gebaut. Das Kirchenschiff hat einen dreiseitigen Abschluss im Osten. Auf dem Satteldach erhebt sich im Westen ein Dachreiter mit quadratischem Grundriss, der hinter den Klangarkaden den Glockenstuhl mit drei Kirchenglocken beherbergt. Bedeckt ist der Dachreiter mit einer schlanken Laterne mit der Turmuhr und deren Zifferblättern an allen vier Seiten.
Der Innenraum der Kirche hat umlaufende Emporen mit je einem Pfarrstand zu beiden Seiten der Kanzel.

## Glocken
| Nr. | Schlagton | Gussjahr | Gießer                           | Material |
| --- | --------- | -------- | -------------------------------- | -------- |
| 1   | h′        | 1948     | J. F. Weule                      | Eisen    |
| 2   | cis′      | 1948     | J. F. Weule                      | Eisen    |
| 3   | e″        | 1902     | Glockengießer der Familie Ulrich | Bronze   |